# 坂和也
坂 和也（さか かずや）は日本のキーボーディスト、作曲家、編曲家。

## 経歴
幼少時からクラシックピアノのレッスンを受ける。当時夢中になったのは、バッハなどのバロック音楽。神田外語大学卒業後、2000年にRUNT STARのキーボーディストとしてLD&K Recordsからデビュー。RUNT STARはアルバム3枚をリリースするが2007年に解散。RUNT STAR解散後はsoul missionにキーボディストとして参加。以降バンド在籍時から行っていたキーボードプレイヤーとしての活動を本格化させ、現在までに、様々なCMのレコーディングや、TWEEDEES、つじあやの、藤木直人、カジヒデキ、中村貴之（NSP）などのレコーディング、ライブに参加するほか、並行して各種CM、映画、舞台、ゲーム音楽の作編曲家としての活動も行っている。音楽プロデューサー＆作家チームのWicky.Recordingsにも所属している。

## 主な作品
Wicky.Recordingsの作品については「Wicky.Recordingsの主な作品」を参照

### 楽曲提供
| アーティスト名 | 曲名             | 作詞     | 作曲   | 編曲   |
| -------------- | ---------------- | -------- | ------ | ------ |
| 藤木直人       | everything       | 藤木直人 | 坂和也 | 坂和也 |
| まえだまえだ   | ぐっちょきパンダ | 春夏秋冬 | 坂和也 |        |